# Kengo Kuma

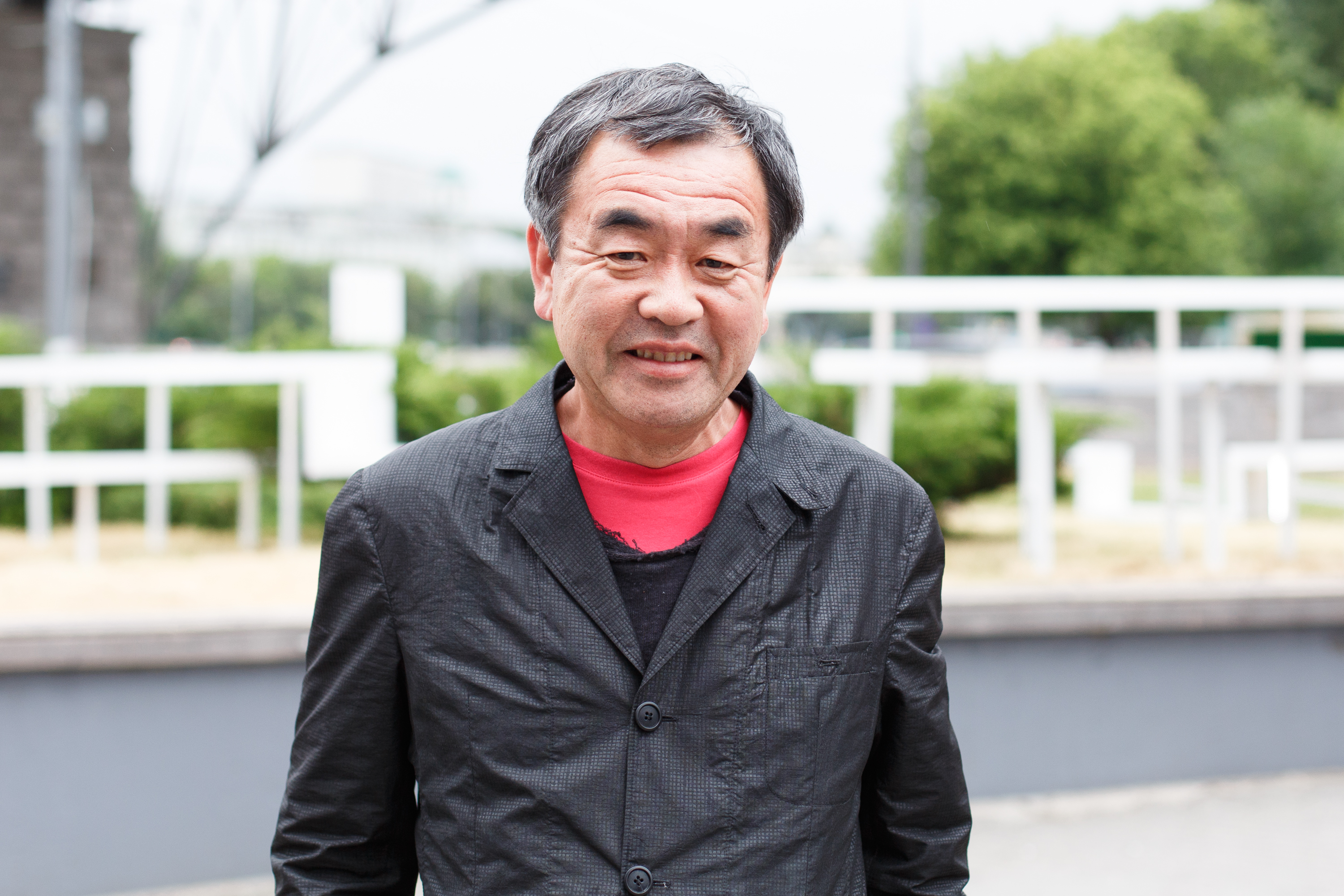
Kengo Kuma, 2014

Kengo Kuma (jap. 隈 研吾, Kuma Kengo; * 1954 in Yokohama, Präfektur Kanagawa, Japan) ist ein international bekannter japanischer Architekt.

## Leben und Werk
Kuma beendete 1979 erfolgreich sein Masterstudium im Fach Architektur an der Universität Tokio. Von 1985 bis 1986 war er als Gastforscher an der Columbia University in New York tätig.
Im Jahr 1987 eröffnete Kuma das Spatial Design Studio, 1990 folgte das Architekturbüro Kengo Kuma & Associates und 2008 Kuma & Associates Europe in Paris.
Von 2001 bis 2009 war Kuma Professor an der Keiō-Universität in Tokio, seit 2009 ist er Professor an der Universität Tokio. In den Jahren 2000, 2002 und 2004 hat Kuma für die Architekturbiennale Venedig den japanischen Pavillon konzipiert.
Mitte August 2007 weihte das Museum für Angewandte Kunst Frankfurt in seinem Park Kumas modernes, aufblasbares Teehaus ein, das die Form von zwei übereinander geschobenen Golfbällen hat.
Seine erste Ausstellung in Deutschland fand im Luftmuseum Amberg/Oberpfalz vom 29. Januar bis 24. April 2011 unter dem Titel Atmende Architektur statt. Kuma war bei der Eröffnung anwesend und leitete auch einen Workshop.
Kuma war zusammen mit anderen Architekturbüros für den Entwurf des japanischen Nationalstadions in Tokio bei den Olympischen Spielen 2020 verantwortlich. Er geht kritisch mit den modernen Baumaterialien wie Stahl, Glas und Beton um und setzt bevorzugt auf Holz, das meist mit traditionellen Handwerkstechniken verarbeitet wird – angefangen bei dem Holzbrückenmuseum in Yusuhara über den Sonny-Hills-Shop in Tokio bis hin zum Bau des Victoria & Albert Museums in Dundee.

Conservatoire Darius Milhaud in Aix-en-Provence (Foto: 2018)

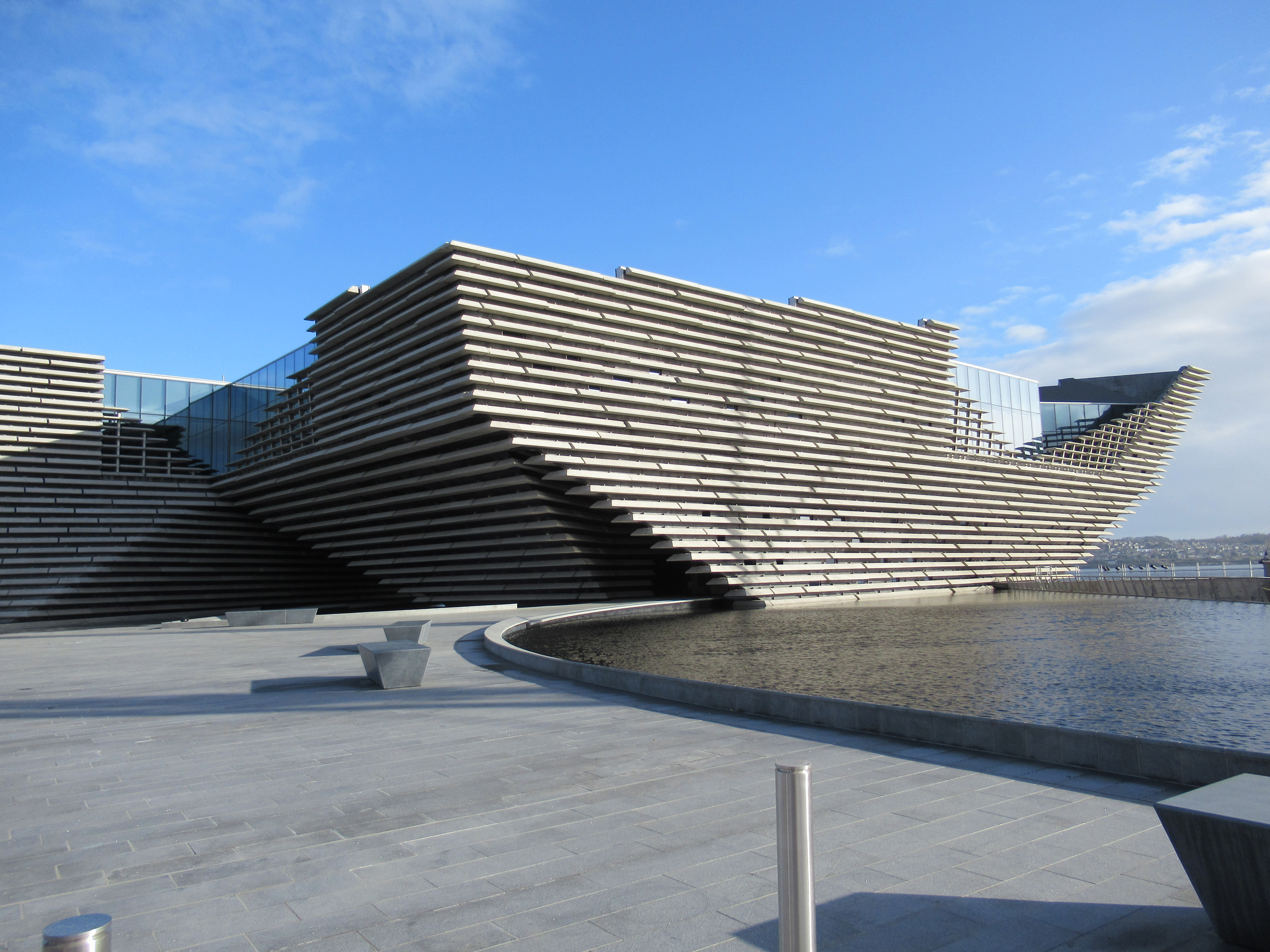
V&A Dundee, Schottland (Foto: 2018)

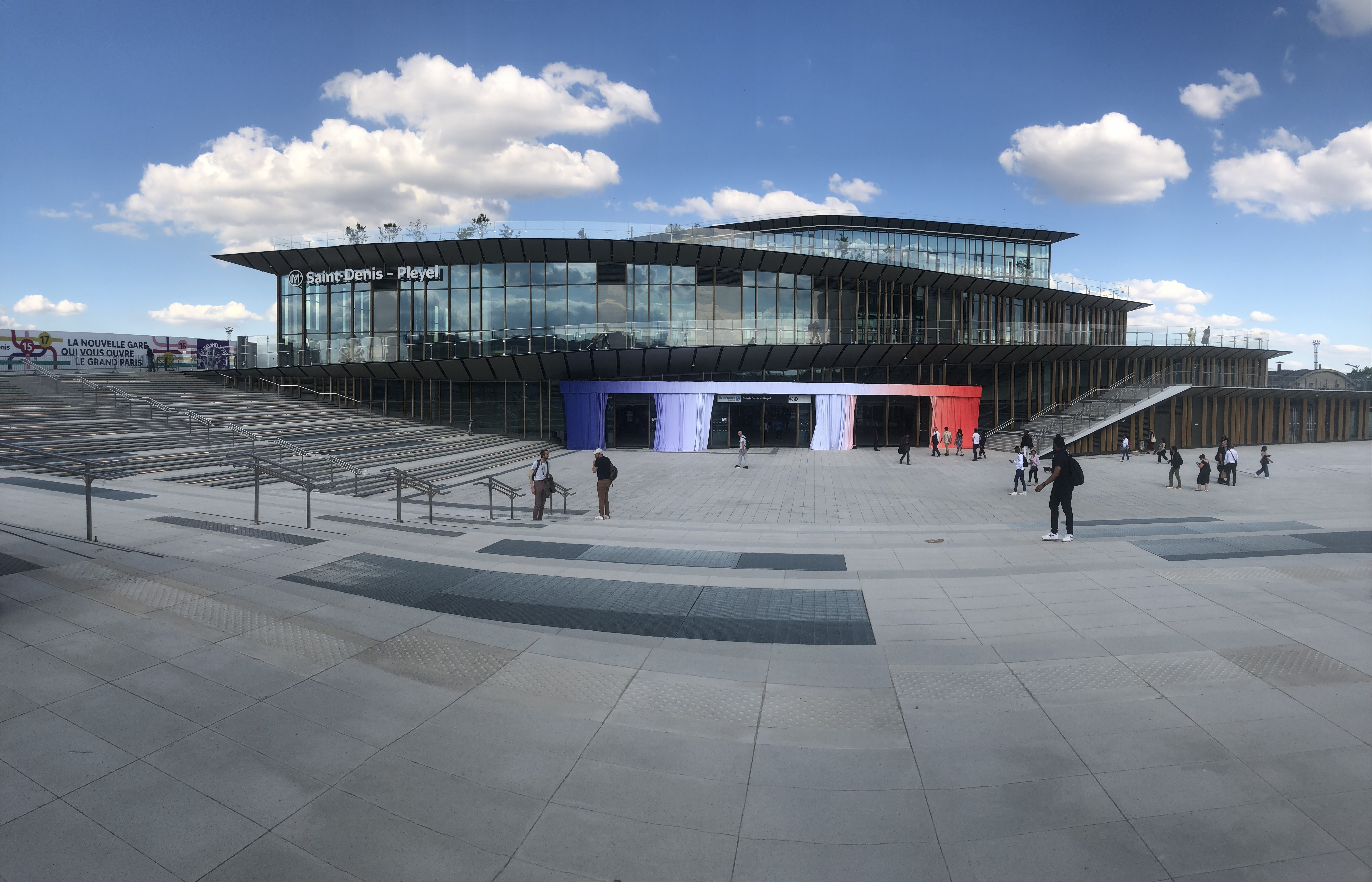
Métrostation Saint-Denis-Pleyel, 2024

## Werke (Auswahl)
- 1994: Kiro-San Observatory, Ehime
- 1994: Kitakami Canal Museum, Ishinomaki
- 2002: Great (Bamboo) Wall House, Peking
- 2002: Plastic House, Tokio
- 2007: Suntory Hauptverwaltung, Tokio
- 2007: Suntory-Kunstmuseum, Tokio
- 2007: Teehaus im Garten des Museum Angewandte Kunst, Frankfurt am Main
- 2012: Victoria & Albert Museum, Dundee
- 2013: Conservatoire Darius Milhaud, Konservatorium und Konzertsaal in Aix-en-Provence.[2]
- 2013: Cité des Arts, Besançon
- 2015: Neugestaltung des Bahnhofs Takaosanguchi am Berg Takao, Präfektur Tokio.
- 2014–2016: Inverted House, Hokkaidō mit AHO (Raphael Zuber, Neven Fuchs, Laura Cristea)[3]
- 2016–2019: Olympiastadion Tokio für die Sommerspiele 2020.[4]
- 2017–2019: Bahnhof Takanawa Gateway, Tokio
- 2018: Odunpazarı Modern Müze in Odunpazarı/Türkei[5]
- 2018: V&A Dundee in Dundee, Schottland[6]
- 2019–2020: Kigumi Table, Eins zu Eins, Deutschland[7]
- 2021: Neubau H. C. Andersens Hus in Odense/Dänemark[8]
- 2024: Métrostation Saint-Denis-Pleyel, Paris
- 2025: Centro de Arte Moderna Gulbenkian, Lissabon (Eingangsbereich und Vordächer)

## Belege
1. ↑  Süddeutsche Zeitung: Fünf Favoriten der Woche. Abgerufen am 8. September 2021.
2. ↑  Auditorium, Darius Milhaud Conservatoire. Festival Aix en Provence, archiviert vom Original am 1. April 2015; abgerufen am 21. Januar 2024 (englisch).
3. ↑  Daniel A. Walser: Ein Haus in Japan, das sich der Natur öffnet. In: Die Südostschweiz. 30. Januar 2017, abgerufen am 5. März 2022.
4. ↑  Elefanten, Buletten  braucht unser Land in FAZ vom 8. Juni 2016, Seite 11
5. ↑  Eskişehir Modern Sanat Merkezi. Archiviert vom Original am 6. September 2017; abgerufen am 21. Januar 2024.
6. ↑  Our building. V&A Dundee · Scotland's design museum, abgerufen am 21. Januar 2024 (englisch).
7. ↑  Kigumi Table by Kengo Kuma - Eins zu Eins. Abgerufen am 24. Januar 2020.
8. ↑  Hans Christian Andersens Welt. BauNetz, 26. Mai 2021, abgerufen am 21. Januar 2024.

| Personendaten    | Personendaten                        |
| ---------------- | ------------------------------------ |
| NAME             | Kuma, Kengo                          |
| ALTERNATIVNAMEN  | 隈 研吾 (japanisch)                  |
| KURZBESCHREIBUNG | japanischer Architekt                |
| GEBURTSDATUM     | 1954                                 |
| GEBURTSORT       | Präfektur Kanagawa auf Honshū, Japan |